# Marlène Ngoyi
Marlène Ngoyi, née à Bruxelles de parents originaires de République démocratique du Congo (RDC), est une banquière originaire de la République démocratique du Congo (RDC), patronne du Fonds pour le Développement des Exportations en Afrique (FEDA), une filiale de la Banque Africaine d’Import-Export (Afreximbank).

## Biographie

### Enfance, formation et débuts
Fille d'un médecin gastro-entérologue, Marlène grandit entre la Belgique, le Gabon et la RDC. À partir de 17 ans, elle fait des études universitaires en économie et finances à l’université Bentley, puis différents stages professionnels notamment à la Bank of New York, BNP Paribas au Luxembourg. 

### Carrière professionnelle
Elle est embauchée à la Banque d’investissement Merrill Lynch à New York, en tant qu’analyste, en juin 2003, dans la division Energy & Power. De 2005 à 2007, elle fait du Capital-investissement  à Chicago, en finançant des LBO. Elle passe une année au Guatemala « où elle découvre l’autre finance, celle des micro-entreprises ». 
Elle fait ensuite un MBA à la Harvard Business School, en 2 ans, dont elle sort diplômée en 2009. 
Elle fait un stage dans le Capital-investissement au Nigeria. Elle poursuit sa carrière au Grassroots Business Fund (en), où elle gestionnaire de portefeuille pour l'Afrique. 
Elle est ensuite embauchée en 2010 par le fonds de Capital-investissement africain Catalyst Fund, au Kenya. 
Elle rejoint ensuite le groupe gabonais BGFIBank en février 2014 en tant que directrice générale de BGFI Investment Banking, ou elle joue un rôle essentiel dans la levée de plus de 4 milliards de dollars de capitaux et d’investissements étrangers directs pour financer des investissements privés et publics en Afrique centrale et occidentale. En 2018, une crise éclate lorsque BGFI est accusée par une ONG de corruption et de blanchiment en République démocratique du Congo. Marlène Ngoyi est alors nommée directrice générale du groupe BGFI Bank en RDC, avec la mission de rétablir la confiance des investisseurs,,.
Après son départ de BGFI début 2022, elle devient membre du Conseil d’Administration de PAPSS, la plateforme de paiement transafricaine créée par Afreximbank et opérationnelle depuis le 13 janvier 2022,.
En octobre 2022, elle est nommée directrice générale du Fonds pour le Développement des Exportations en Afrique (FEDA), basé à Kigali,.